# Pantelleria Moscato liquoroso
Il Pantelleria Moscato liquoroso è un vino a DOC.che può essere prodotto esclusivamente nell'Isola di Pantelleria in provincia di Trapani.

## Vitigni con cui è consentito produrlo
- Zibibbo al 100%

## Tecniche produttive
Il vino "Pantelleria Moscato liquoroso" si deve produrre da mosto di uve fresche (non passite).

## Caratteristiche organolettiche
- colore: giallo dorato più o meno intenso;
- profumo: aromatico di moscato;
- sapore: dolce, aromatico di moscato;

## Produzione
Provincia, stagione, volume in ettolitri